# 脱列帖木儿
脱列帖木儿（蒙古語轉寫：Töre-temür，羅馬化：Tūrā tīmūr，見《史集》；?—?），汉文史籍如《元史》中记作脱烈铁木儿，又译作朵列帖木儿、秃列帖木儿。元朝宗王，孛儿只斤氏。

## 生平
脱列帖木儿是元睿宗拖雷的玄孙，拨绰曾孙，薛必烈杰儿之孙，楚王牙忽都的嫡子。牙忽都效力于元世祖忽必烈，在平定昔里吉之乱与海都之乱中屡立战功，获封镇远大将军。忽必烈死后，他继续辅佐元成宗铁穆耳，但成宗晚年政权实际由不鲁罕皇后掌控，朝野上下对其多有不满。成宗无嗣，皇族中最有继承权的是成宗之兄答剌麻八剌的儿子们（海山、爱育黎拔力八达）。但不鲁罕皇后不愿海山兄弟继位，转而拥立安西王阿难答。对此，牙忽都等反不鲁罕派的皇族与官员试图拥戴答剌麻八剌的儿子。当时海山正率军与海都在前线作战，爱育黎拔力八达母子被不鲁罕流放至怀州。爱育黎拔力八达因距朝廷较近率先行动，通过政变逮捕不鲁罕、阿难答等人掌权。与此同时，海山在漠北获得诸王支持南下，最终继位为帝（元武宗）。但武宗无法忽视爱育黎拔力八达的政变功绩，只得立其为皇太子，并约定爱育黎拔力八达死后由武宗之子和世㻋继位。牙忽都因拥立武宗有功，被晋封为楚王。
脱列帖木儿曾跟随元武宗领兵屯守漠北。大德五年（1301年），海都、笃哇合军进攻，脱列帖木儿领兵千人击溃敌军，力战功多。袭封镇远王。元武宗海山去世前后，牙忽都也随之离世。牙忽都去世后，脱列帖木儿受仁宗爱育黎拔力八达之命嗣楚王。延祐年间，仁宗违背与武宗的约定，未立元武宗长子和世㻋为太子，反而册立硕德八剌（元英宗），并将和世㻋封为周王流放云南。和世㻋行至延安时，陕西行省丞相阿思罕密谋拥立其叛乱，事败被杀，和世㻋被迫逃往中亚。当时中亚地区，原武宗麾下将领与察合台汗国正处于交战状态。和世㻋的到来促成了阿尔泰山以西察合台汗国与元朝驻阿尔泰军队的联合。因和世㻋西出，脱列帖木儿受到牵累，因此获罪，被流放到西番（今四川省甘洛县），没收一半家财。和世㻋的势力在硕德八剌（英宗）至也孙铁木儿（泰定帝）时期持续存在。泰定帝去世后，天历之变爆发，和世㻋趁乱在察合台诸王支持下进军漠北争夺帝位。虽燕帖木儿先拥立图帖睦尔（元文宗）称帝，但因忌惮和世㻋的军事力量，最终让位。和世㻋即位为元明宗后为他平反，恢复过去称号，重封其为楚王，并下令归还全部被没收的家产。此后脱烈铁木儿的生平不再见于史料，其死后由儿子八都儿继承楚王位。

## 世系
- 撥綽（Böčök，بوچگBūchag）
  - 薛必烈傑儿(Sebilger，سبکسال,Sebksāl))
    - 楚王牙忽都(Yaqudu，جاوتو,Jāwtū)
      - 楚王脱列帖木儿(Töre-tämür，تورا تیمور,Tūrā tīmūr)
        - 楚王八都儿(Bādur)
          - 燕帖木儿(El-temür)
          - 速哥帖木儿(Süge-temür)
          - 朶羅不花(Doro-buqa)

## 资料来源
- 《元史·列传第四》
- 《新元史·卷110·列传第七》
- 《蒙兀儿史記·卷33·列传十五》